# Maroc Telecom HQ
Maroc Telecom HQ es un rascacielos de Rabat, Marruecos. Está situado en el distrito comercial de Hay Ryad y es la sede central de la empresa de telecomunicaciones Maroc Telecom.Cuenta con un altura de 91 metros (139 metros incluyendo la antena) y tiene 20 pisos. Además, alberga una sala de exposiciones, un museo, un restaurante y un auditorio con capacidad para 600 personas. Las instalaciones abrieron en 2013 y su inauguración se celebró con una ceremonia que incluyó fuegos artificiales, artistas y actuaciones, costando unos 5 millones de dirhams marroquís.